# Coll de Portèth d'Aspèth
El coll de Portèth d'Aspèth (en francès Col de Portet d'Aspet) (1.069 m) és un port de muntanya dels Pirineus, que es troba al departament de l'Alta Garona, unint les valls del Ger i el Bouigane, a Coserans, al vessant del pic de Paloumère (1.608 m). Es troba a la carretera D618 entre Aspèth i Sent Gironç, a la comuna de Portèth d'Aspèth.

## Detalls de l'ascensió
El coll de Portèth d'Aspèth té dues vessants per pujar-hi. Des d'Audressenh (Arieja), l'ascensió s'inicia quan falten 18,1 quilòmetres pel cim, en els quals se superen 557 m de desnivell a un percentatge mitjà del 3,1%, però l'ascensió pròpiament dita comença a Sent Lari, quan queden 5,9 km pel cim, a una mitjana del 6,8%, i pendents que arriben al 10,6% prop del cim.
Des d'Aspèth (Alta Garona) la pujada s'inicia quan falten 14,3 quilòmetres pel cim, en els quals se superen 594 m de desnivell a un percentatge mitjà del 4,2%. Amb tot, l'ascensió pròpiament dita comença en la unió entre la D618 i la D44, punt d'inici també de l'ascensió al coll de Menté, amb 4,4 km pel cim, a una mitjana del 9,6% i amb molts trams per sobre de l'11%.

## Aparicions al Tour de França
El Coll de Portèth d'Aspèth va ser superat per primera vegada al Tour de França de 1910. El primer ciclista que passà pel cim fou Octave Lapize. Des de 1947 ha estat superat en 34 ocasions.
| Any  | Etapa | Categoria | Primer al cim             |
| ---- | ----- | --------- | ------------------------- |
| 2021 | 16    | 2         | Patrick Konrad (AUT)      |
| 2018 | 16    | 2         | Philippe Gilbert (BEL)    |
| 2015 | 12    | 2         | Georg Preidler (AUT)      |
| 2014 | 16    | 2         | Thomas Voeckler (FRA)     |
| 2013 | 9     | 2         | Arnold Jeannesson (FRA)   |
| 2011 | 14    | 2         | Mickaël Delage (FRA)      |
| 2010 | 15    | 2         | Thomas Voeckler (FRA)     |
| 2007 | 15    | 2         | Laurent Lefèvre (FRA)     |
| 2005 | 15    | 2         | Erik Dekker (NED)         |
| 2004 | 13    | 2         | Sylvain Chavanel (FRA)    |
| 2003 | 14    | 2         | Richard Virenque (FRA)    |
| 2002 | 12    | 2         | Laurent Jalabert (FRA)    |
| 2001 | 13    | 2         | Laurent Roux (FRA)        |
| 1998 | 11    | 2         | Alberto Elli (ITA)        |
| 1997 | 10    | 2         | Laurent Brochard (FRA)    |
| 1995 | 15    | 2         | Richard Virenque (FRA)    |
| 1988 | 15    | 2         | Steven Rooks (NED)        |
| 1984 | 11    | 1         | Theo de Rooij (NED)       |
| 1973 | 13    | 3         | Raymond Martin (FRA)      |
| 1972 | 9     | 2         | Christian Raymond (FRA)   |
| 1971 | 14    | 3         | José Manuel Fuente (ESP)  |
| 1969 | 16    | 3         | Raymond Delisle (FRA)     |
| 1967 | 16    | 3         | Fernando Manzaneque (ESP) |
| 1966 | 12    | 2         | Julio Jiménez (ESP)       |
| 1965 | 10    | 2         | Julio Jiménez (ESP)       |
| 1964 | 15    | 3         | Julio Jiménez (ESP)       |
| 1963 | 12    | 2         | Federico Bahamontes (ESP) |
| 1962 | 14    | 2         | Federico Bahamontes (ESP) |
| 1960 | 12    | 2         | Joseph Planckaert (BEL)   |
| 1958 | 15    | 2         | Federico Bahamontes (ESP) |
| 1957 | 17    | 3         | Michel Stolker (NED)      |
| 1956 | 13    | 2         | Charly Gaul (LUX)         |
| 1951 | 15    | 3         | Gino Bartali (ITA)        |
| 1947 | 14    | 2         | Albert Bourlon (FRA)      |

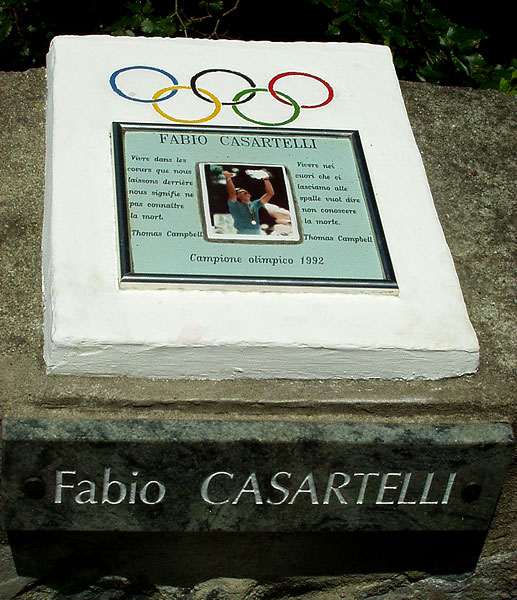
Placa en record a Fabio Casartelli instal·lada al coll de Portèth d'Aspèth.

Al Tour de França de 1973 Raymond Poulidor gairebé va perdre la vida en el descens del port quan va caure per un barranc, donant-se un fort cop al cap, i va haver de ser ajudat a sortir-ne pel mateix director de la cursa, Jacques Goddet.

## Fabio Casartelli
El 18 de juliol de 1995, durant la disputa de la 15a etapa del Tour de França, Fabio Casartelli, junt a altres ciclistes va caure en el descens del coll de Portèth d'Aspèth. Casartelli va patir importants lesions a la cara i el cap i va perdre el coneixement i mentre era evacuat en helicòpter a un hospital va perdre la vida.
El 14 de novembre de 1995 la Societat del Tour i l'equip Motorola van erigir una estela en marbre blanc a l'indret on va caure Casartelli, per.